# Колёса ужаса
«Колёса ужаса» (англ. Wheels Of Terror или Terror in Copper Valley) — телефильм 1990 года режиссёра Кристофера Кэйна с Джоанной Кэссиди и Марси Лидс в главных ролях. Первоначально фильм дебютировал в кабельной телесети США в 1990 году. Марси Лидс была номинирована на кино-премию «молодой актёр» за лучшую роль молодой актрисы в телефильме специально для кабельного телевидения. Просмотр фильма рекомендован детям и подросткам старше 13 лет и совместно с родителями.

## Сюжет
Маньяк-педофил, лицо и имя которого неизвестно до самого конца фильма, похищает, растлевает и иногда убивает девочек в окрестностях посёлка Коппер-Вэлли, Аризона, передвигаясь на чёрном Dodge Charger 1974 года со слегка изменённой внешностью. Когда же он крадёт единственную дочь (Лидс) на глазах её матери, водителя школьного автобуса (Кэссиди), та начинает преследовать машину похитителя, пытаясь вернуть девочку.

## В ролях
- Джоанна Кэссиди — Лаура
- Марси Лидс — Стефани
- Карлос Сервантес — Луис
- Арлен Дин Снайдер — Дрюмонд
- Генри Макс Кендрик — Кэллог
- Шарон Томас — Эми Дональдсон
- Джейкоб Кеннер — Брэд
- Кимберли Дункан — Кимберли Дональдсон
- Мелинда Спенс — Стейси Харрисон